# Italo Balbo
Pour les articles homonymes, voir Balbo (homonymie).
Italo Balbo (né à Ferrare le 6 juin 1896, mort à Tobrouk le 28 juin 1940) est un homme politique, militaire et aviateur italien. Il est ministre de l'aéronautique et gouverneur de la Libye italienne.

## Biographie

### Avant la Première Guerre mondiale
Italo Balbo nait à Quartesana, hameau de la commune de Ferrare, le 6 juin 1896, fils de Camillo Balbo et de Malvina Zuffi, tous deux professeurs élémentaires. Le père est d'origine piémontais, alors que sa mère est romagnole. C'est une famille bourgeoise où règne un respect absolu pour la monarchie et l'armée.
Après sa naissance, la famille habite à Ferrare. Le jeune Balbo participe activement aux discussions politiques qui se tiennent dans le café Milano, siège des disputes dialectiques entre monarchistes et républicains. En famille, les contrastes s'accentuent parce que Balbo, fervent républicain affronte les idées de son père. En 1911, Il s'enfuit de la maison familiale pour se joindre à l'expédition militaire organisée par Ricciotti Garibaldi qui doit libérer l'Albanie du contrôle de l'Empire ottoman. Il ne réussit pas à participer à l'expédition, bloqué par la police prévenue par son père. En 1914, il participe à une manifestation interventionniste à Milan, où il rencontre Benito Mussolini. Balbo devient garde du corps de Cesare Battisti durant les réunions tenues en faveur de l'intervention dans la guerre.

### Première Guerre mondiale
Pendant la Première Guerre mondiale, il est affecté au 7e régiment alpin. Promu sous-lieutenant, le 16 octobre 1917, il quitte le bataillon : en effet, il se destine, à sa demande, au dépôt aéronautique de Turin pour un cours de pilotage, sa grande passion. Peu de jours avant, à cause d'une offensive austro-allemande, il est obligé de retourner au front. En 1918, au commandement de l'unité d'assaut du bataillon Pieve di Cadore, il participe à l'offensive sur le Monte Grappa qui libère la ville de Feltre. Grâce à ces actions militaires, nommé capitaine, il obtient une médaille de bronze et deux d'argent. Après la guerre, il étudie à Florence, il y obtient un diplôme en sciences sociales et il retourne dans sa ville pour travailler comme employé de banque.

### Franc-maçonnerie
De tendance républicaine et mazzinienne dans sa jeunesse, il est initié en franc-maçonnerie après 1920 dans la loge « Giovanni Bovio », à l'obédience de la Grande Loge d'Italie au Rite écossais ancien et accepté (dite de Piazza del Gesù), ensuite il est orateur de la loge « Gerolamo Savonarola » de Ferrare, dont quelques membres appartenaient au Parti National Fasciste (PNF).

### Adhésion au fascisme
Après la guerre, Balbo adhère au fascisme et devient rapidement secrétaire de la fédération fasciste de Ferrare. Il commence à organiser des bandes de squadristi et forme son propre groupe surnommé « Celibano », du nom de sa boisson préférée. Pour le compte des propriétaires terriens, son groupe s'oppose, par des expéditions punitives entre autres, aux grèves des communistes, des socialistes et des organisations paysannes de Portomaggiore, Ravenne, Modène et Bologne,. Le groupe se permet même de saccager le château des Este à Ferrare.
En août 1922, il est présent à Parme sur ordre de Benito Mussolini en remplacement de Roberto Farinacci pour contrer les Arditi del Popolo, ce sera un échec.
En octobre 1922, il fait partie des « quadrumvirs » lors de la marche sur Rome, avec Emilio De Bono, Cesare Maria De Vecchi et Michele Bianchi. En 1923, il est accusé de complicité dans l'homicide d'un prêtre antifasciste, Don Giovanni Minzoni, à Argenta, mais il est acquitté de toutes les accusations. (Le procès est rejugé en 1947 et la cour d'assises de Ferrare l'acquitte de nouveau). En 1924, il devient commandant général de la milice des volontaires pour la sécurité nationale et sous-secrétaire à l'économie nationale en 1925.
Dans son Journal, Italo Balbo décrit les brasiers qui accompagnent les expéditions squadristes, « détruisant et incendiant toutes les maisons rouges ».

### Une passion pour l'aviation

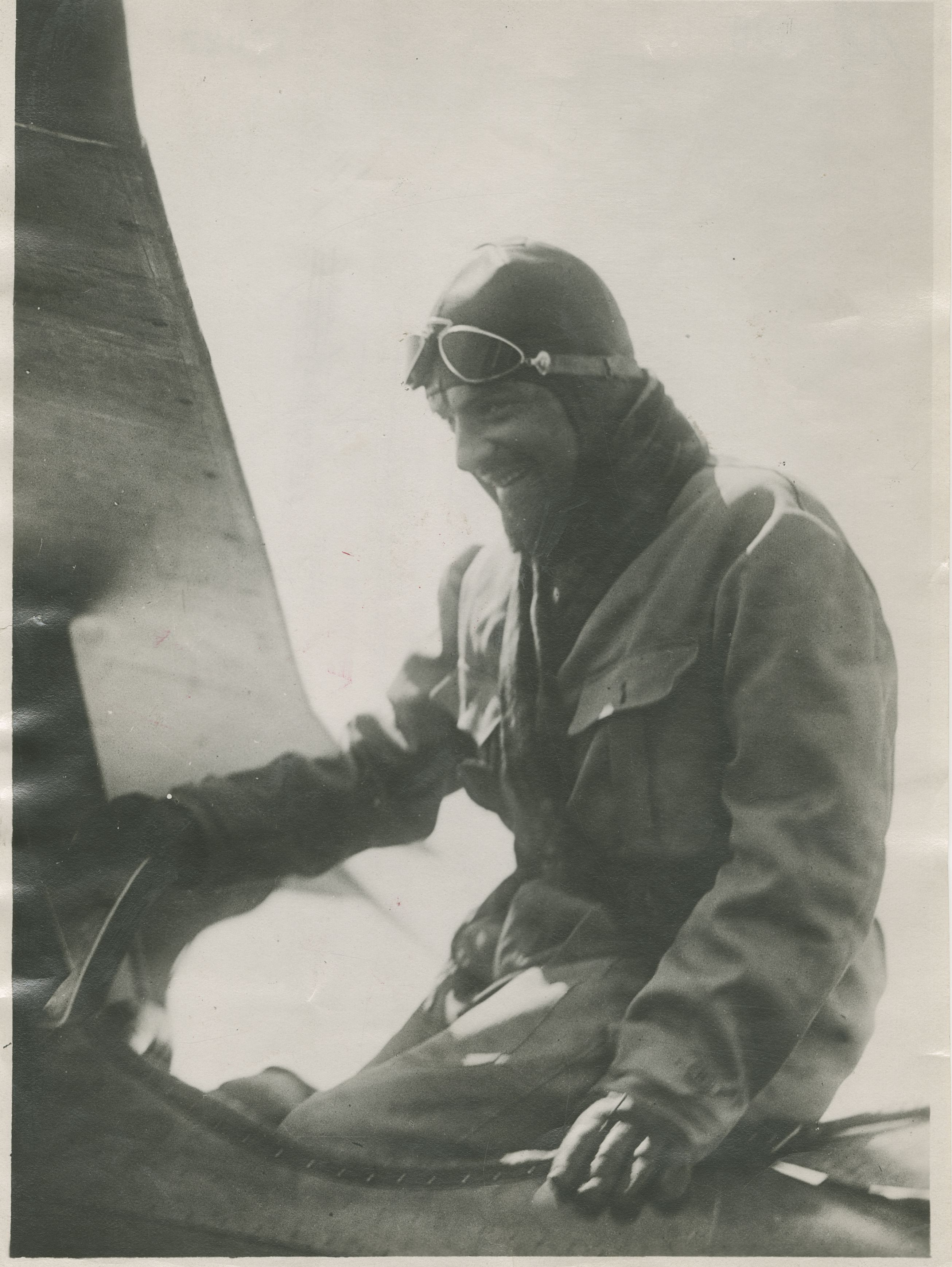
Italo Balbo en 1930

Le 6 novembre 1926, Italo Balbo est nommé secrétaire d'État à l'aviation. Rapidement, il réorganise l'aviation royale (Regia Aeronautica) et il apprend à piloter. Le 19 août 1928, il devient maréchal des forces aériennes et le 12 septembre 1929, à seulement 33 ans, il devient le plus jeune ministre européen de l'Aviation.

Balbo réalise deux vols transatlantiques marquants. Le premier se déroule du 17 décembre 1930 au 15 janvier 1931, avec quatorze hydravions Savoia-Marchetti S.55A partis de la base aérienne d'Orbetello, près de Rome, pour Rio de Janeiro, au Brésil. 

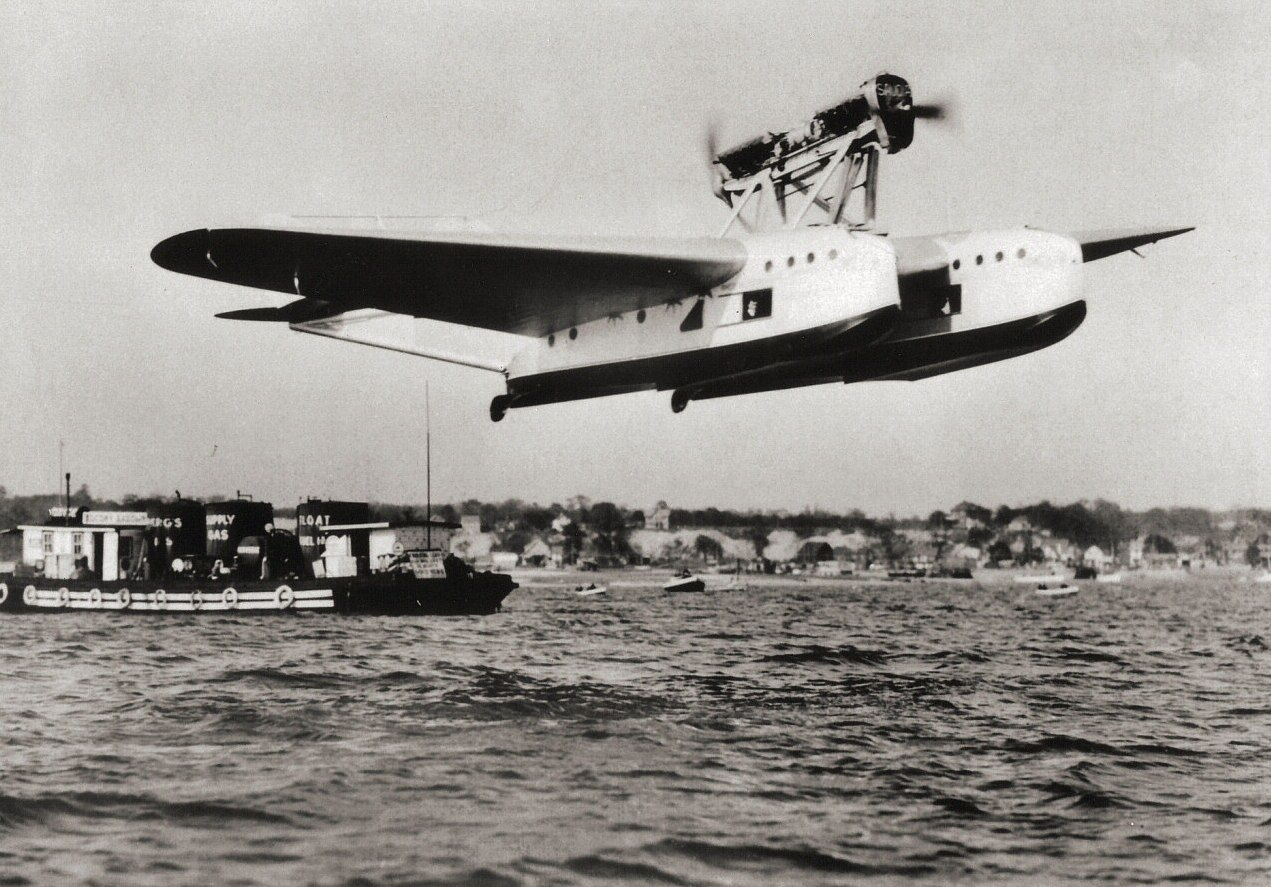
Italo Balbo a utilisé des hydravions de type Savoia-Marchetti S.55 comme celui-ci pour effectuer ses envolées transatlantiques vers le Brésil, en 1930-31, ainsi que vers le Canada et les États-Unis en 1933. Il existe 8 versions civiles et militaires du S.55, et 243 de ces hydravions ont été fabriqués entre 1925 et le milieu des années trente.

 Pour le second vol, effectué du 1er juillet au 12 août 1933, le maréchal Balbo conduit 25 hydravions Savoia-Marchetti S.55X de Rome à Chicago, où se tenait l'Exposition universelle « Un siècle de progrès ». En plus de participer de façon spectaculaire à l'exposition universelle, l'objectif du maréchal de l'air était de célébrer dignement le dixième anniversaire du régime fasciste de Bénito Mussolini. C'est d'ailleurs ce qu'indique le « X » dans le nom du modèle des avions utilisés, des S.55X.

### La Libye
La même année cependant, Mussolini enlève au nouveau maréchal de l'Air la charge de ministre de l'Aéronautique et l'écarte du gouvernement. Balbo est nommé gouverneur général de la Libye où il se rend en janvier 1934. Au moment même où il est au faîte de sa popularité, Balbo s'attire inimitiés et jalousies au sein du parti fasciste en raison de son comportement individualiste.
En Libye, il mène à bien des ouvrages publics et réalise la construction de réseaux routiers, en particulier la littorale de 1 822 km. Celle-ci est nommée en son honneur la via Balbia. Il cherche à attirer des colons italiens et il suit une politique d'intégration et de pacification des populations musulmanes.
Il crée l'Associazione Musulmana del Littorio, branche musulmane du Parti national fasciste, le 9 janvier 1939.
Après l'invasion allemande de la Pologne en septembre 1939, Balbo, en visite à Rome, exprime de manière répétée son mécontentement et sa préoccupation concernant l'alliance avec l'Allemagne et la politique de Mussolini tant sur le plan interne qu'international. Italo Balbo déclare en 1939 lors d'une réunion du Grand conseil fasciste : « Vous léchez les pieds de l'Allemagne ». Du reste, ses désaccords avec le Duce ne cessaient de croître depuis 1938 et, en plusieurs occasions, il avait manifesté son opposition aux lois raciales.

### La mort

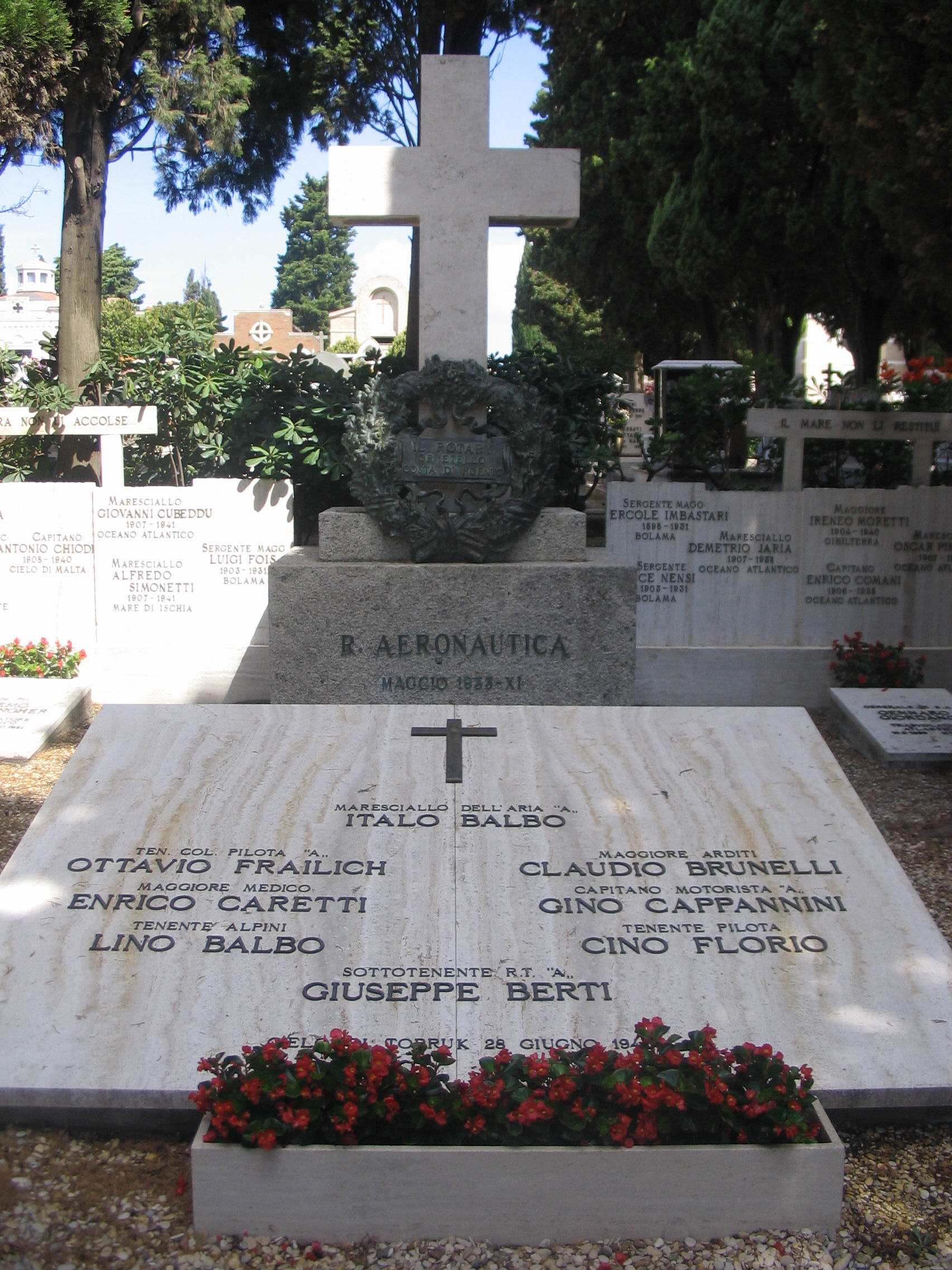
Tombe d'Italo Balbo à Orbetello.

Le 28 juin 1940, Italo Balbo est tué alors qu'il est de retour d'un vol de reconnaissance sur Tobrouk, son avion (un SM.79) est abattu par un canon antiaérien italien. Le Savoia-Marchetti SM.79 était pourtant un bombardier facilement reconnaissable en raison de son aile basse, de ses trois moteurs et de son profil inhabituel. Le jour suivant, le bulletin des forces armées donne le compte rendu suivant :

« Le jour 28, volant dans le ciel de Tobrouk, durant une action de bombardement ennemi, l'appareil piloté par Italo Balbo est précipité en flamme. Italo Balbo et les membres de l'équipage ont péri. Le drapeau des Forces armées d'Italie s'incline en signe d'hommage et de haut honneur à la mémoire d'Italo Balbo, volontaire alpin lors de la guerre mondiale, Quadrumviro de la Révolution, aviateur de l'Océan, Maréchal de l'Air tombé au combat. »

L'équipage se composait d'Ottavio Frailich, Enrico Caretti, Lino Balbo, Claudio Brunelli, Nello Quilici, Gino Cappannini, Cino Florio et Giuseppe Berti.
Le jour suivant, un avion anglais parachute sur le camp italien un billet au nom de l'armée anglaise :

« Les forces britanniques expriment leurs plus sincères regrets pour la mort du Maréchal de l'Air Italo Balbo, un grand condottiere et un valeureux aviateur que je connaissais personnellement et que le destin a mis dans le camp adverse... Air Officer-Commander-in-Chief British Royal Air Force... Sir Arthur Laymore. »

Le gouvernement de Rome soutient que l'avion d'Italo Balbo a été abattu par méprise par un tir ami, mais sa veuve, Emanuela Florio, dénonce un assassinat intentionnel par Mussolini. Cependant, le fait que le port de Tobrouk ait été bombardé par les Anglais quelques minutes plus tôt laisse penser que l'erreur était tout à fait possible et que l'avion aurait ainsi été abattu par des servants de DCA rendus nerveux.

## Commentaires des contemporains
- Benito Mussolini, lors des jours sombres de la République sociale italienne dit :

« Balbo. Un bel alpin, un grand aviateur, un authentique révolutionnaire. Le seul qui aurait été capable de me tuer. »

— Benito Mussolini
- Galeazzo Ciano, le 29 juin, note dans son journal :

« Balbo ne méritait pas cette fin, il était exubérant, agité, il aimait la vie sous toutes ses formes. [...] Il n'avait pas voulu la guerre et il s'y était opposé jusqu'à la fin. [...] Le souvenir de Balbo restera longtemps dans l'esprit des Italiens, parce qu'il était, surtout, un Italien avec les grands défauts et les grandes qualités de notre race. »

— Galeazzo Ciano
Encore de nos jours, son nom est utilisé pour décrire un groupe important d'appareils volant en formation, désormais dans un but pacifique, le plus souvent lors de meetings aériens. Il avait en effet pour habitude dans les années 1930 de réunir de telles formations pour promouvoir l'aéronautique italienne. Les escadrilles basées sur le terrain de Duxford près de Londres, utilisèrent son nom pendant la bataille d'Angleterre pour décrire une formation de 3 ou 4 escadrilles décollant à la rencontre des avions de la Luftwaffe.

## Décorations

### Décorations italiennes
- Membre du Grand Conseil du PNF.
- Caporal d'honneur de la milice volontaire pour la sécurité nationale
- Médaille d'or de la valeur militaire

« Maréchal de l'air, commandant quadriennal et fidèle soldat du Duce à l'heure de la veille, du combat et de la victoire, insurpassable traverseur de continents et d'océans, colonisateur de masses et maître d'armes de terres impériales, avec les lois et les œuvres de la grandeur romaine, dans le ciel de Tobrouk, alors qu'il s'apprêtait à lancer ses vaillantes troupes et ses puissants troupeaux au-delà de la frontière, il conclut sa vie héroïque par le sacrifice suprême, dans la mémoire du peuple, éternisant les hauts faits et les gloires de la race. Tobruk Sky, 28 juin 1940. » - 1940
- Médaille d'or pour la valeur aéronautique

« A participé à la croisière aérienne transatlantique en tant que pilote et commandant. » - Orbetello-Rio de Janeiro, 17 décembre 1930 - 15 janvier 1931.
- Médaille d'argent de la valeur militaire

« Jeune homme animé par des idéaux purs, il a donné des preuves constantes d'un grand mépris du danger et d'un grand enthousiasme. En tant que commandant d'une unité d'Arditi, il a tracé le chemin lumineux du devoir pour les unités de son bataillon lors de l'attaque d'une position ennemie vigoureusement défendue par de nombreuses mitrailleuses, étant le premier à mettre le pied dans la tranchée ennemie. Arrêté par le feu meurtrier de l'ennemi, l'élan admirable des vagues successives, il est resté seul parmi les morts et les blessés et, feignant d'être mortellement blessé, il est parvenu plus tard à atteindre nos positions à la faveur de l'obscurité. » - Monte Valderoa 27 octobre 1918
- Médaille d'argent de la valeur militaire

« Commandant d'un peloton d'Arditi, chargé d'effectuer un service spécial d'éclaireurs de nuit dans une période et un terrain très difficiles et contre un ennemi particulièrement actif, fier de son succès, il a toujours fait preuve d'un grand courage personnel et de brillantes qualités de soldat et de commandant. Souvent, pour remplir son mandat, il s'engageait aussi contre un ennemi supérieur en force, l'attaquant avec une telle impulsion que l'intervention de nos mitrailleuses et de notre artillerie était nécessaire pour le désengager. Son action au cours de la nuit du 14 août a été particulièrement louable et a également été rapportée dans le bulletin de guerre du Commandement suprême le 15. » - Dosso Casina juillet-août 1918
- Médaille de bronze de la valeur militaire

« En tant que commandant d'une section d'assaut enflammée par des idéaux purs et élevés, il a toujours fait preuve du plus grand mépris du danger dans l'exécution des nombreuses et difficiles tâches assignées à son unité. Lors de l'attaque d'une forte arrière-garde ennemie, il a fait face à l'adversaire avec un courage impétueux, brisant leur résistance et capturant 40 ennemis, 2 mitrailleuses et un canon de tranchée. » - Monte Valderoa-Rasai (Val di Seren) 27-31 octobre 1918
- Chevalier grand-croix de l'ordre des Saints-Maurice-et-Lazare
- Chevalier grand-croix de l'ordre de la Couronne d'Italie
- Chevalier grand-croix de l'ordre colonial de l'Étoile d'Italie
- Médaille commémorative de la guerre italo-turque 1911-1912
- Croix du Mérite de la guerre (2 distinctions)
- Médaille commémorative de la guerre italo-autrichienne 1915-1918
- Médaille commémorative de l'Unité italienne
- Médaille du mérite pour les volontaires de la guerre italo-autrichienne 1915-1918
- Médaille italienne de la Victoire interalliée
- Médaille commémorative de la Marche sur Rome
- Croix du service distingué dans la milice volontaire de sécurité nationale
- Médaille commémorative de l'expédition de Fiume
- Médaille commémorative des opérations militaires en Afrique de l'Est
- Médaille d'or du mérite de la Croix-Rouge italienne
- Médaille commémorative de la Croisière aérienne décennale

### Décorations étrangères
- Chevalier grand-croix de l'ordre de Pie IX (Saint-Siège) - 1er décembre 1937
- Bailli grand-croix d'honneur et de dévotion (ordre souverain de Malte) - 1939[14]
- Chevalier grand-croix de l'ordre du Lion blanc (Tchécoslovaquie) - 4 mai 1933
- Chevalier grand-croix de l'ordre de l'Aigle allemand (Allemagne)
- Distinguished Flying Cross (États-Unis)
- Insigne de pilote-observateur avec diamants (Allemagne)

## Publications
- (it) Lavoro e milizia per la nuova Italia (commentaire de Giuseppe Bottai), Berlutti, Rome (1923?)
- (it) Da Roma a Odessa. Sui cieli dell'Egeo e del Mar Nero, Fratelli Treves, Milan 1929
- (it) Stormi in volo sull'Oceano, Mondadori, Milan 1931
- (it) Diario 1922, A. Mondadori, Milan 1932
- (it) La centuria alata, A. Mondadori, 1934
- (it) Sette anni di politica aeronautica. 1927-1933, Mondadori, Milan vers 1935 (imprimé en 1936)